# Suargá

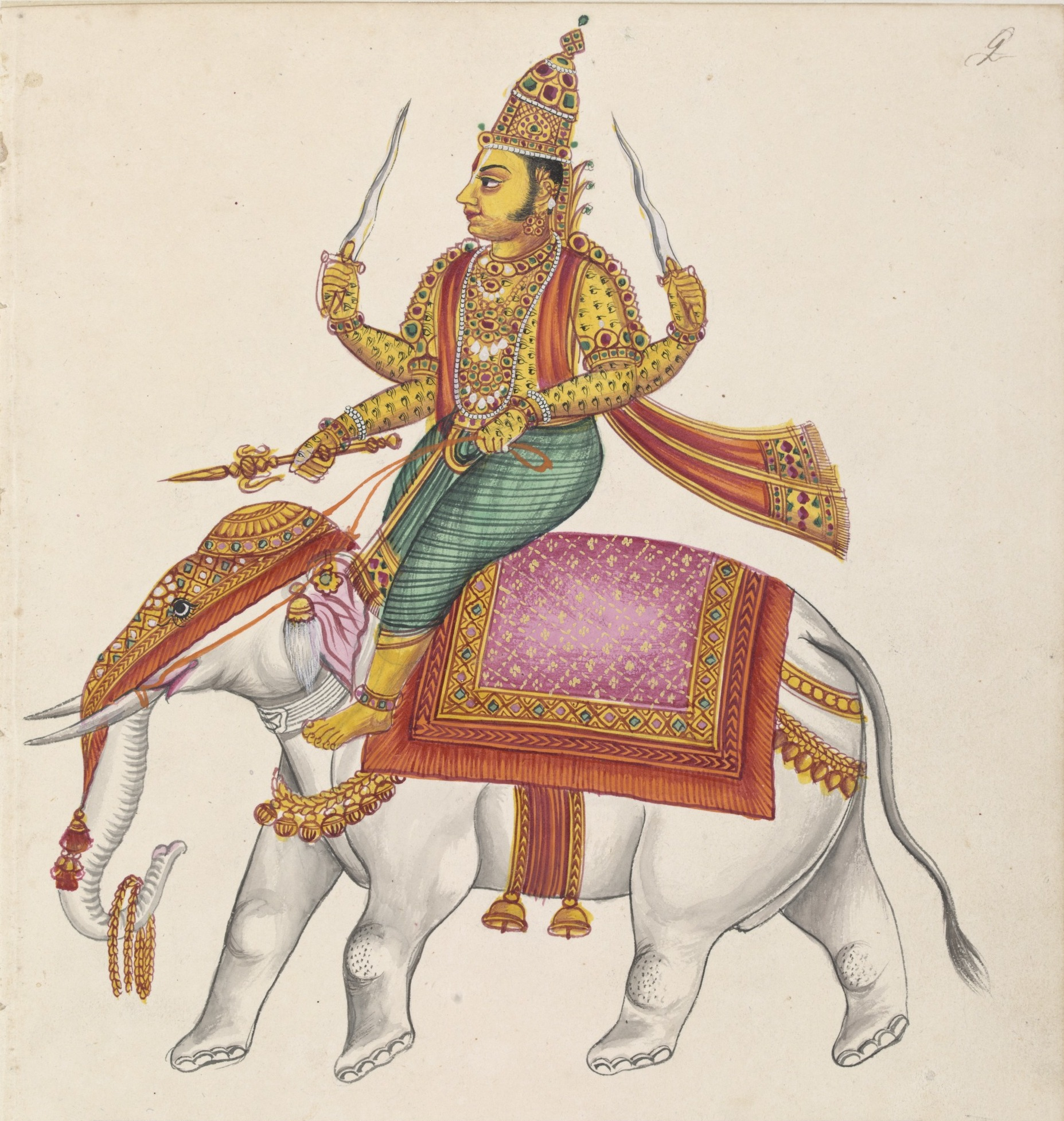
Indra, gobernante del Suargá, sobre el elefante blanco Airavata. 1820-1825

En el marco del hinduismo, Swarga (o Svarga) es un grupo de mundos (lokas) celestiales situados en el Monte Meru, y por encima de él.
Es el Cielo adonde los justos viven en un paraíso antes de su siguiente reencarnación.
Svarga se ve como un lugar temporal donde las atman (almas) buenas que han realizado buenas acciones (pero no están listas para alcanzar moksha (liberación espiritual, y/o unión con el Brahman), la cual requiere el disfrute de la reacción de todos los sacrificios y la abstinencia de todo pecado (pāpa en sánscrito).
La capital de Svarga es Amaravati y su entrada es cuidada por Airavata (el elefante del dios Indra, el principal de los devas, quien preside sobre Suarga).
Los hinduistas creen que la estadía en el cielo no puede ser eterna, ya que allí también existe la muerte, al estar el Atman aún influenciada por Maya (la ilusión).
Es un cielo temporal donde las almas disfrutan de punia karmam (acciones piadosas) antes de tener que volver a nacer en nuestro planeta, de acuerdo con las reacciones de su karma.

## Escritura
En letra devánagari se escribe स्वर्ग.
En el sistema internacional de transliteración AITS se escribe Svarga.